# 奧達里夫河
奧達里夫河（烏克蘭語：Одарів），是烏克蘭的河流，位於該國西部外喀爾巴阡州，屬於大烏戈利卡河的右支流，流經佳切夫區，河道全長14公里，流域面積17.5平方公里。